# Flötenuhr
Eine Flötenuhr (auch Orgeluhr) ist eine kostbare mechanische Uhr, die mit einer kleinen Orgel kombiniert ist. Zu vorgegebener Zeit erklingt Musik, von einer Stiftwalze gesteuert. Flötenuhren kommen sowohl in Form einer Bodenstanduhr als auch als Wanduhr vor. Es steht also die Funktion und nicht die Form im Vordergrund, letztlich ist auch die Kuckucksuhr eine Flötenuhr.

## Ursprung und Epoche
Der Ursprung der Flötenuhr ist unbekannt. Um 1600 wurde sie von Augsburger Meistern als Prunkuhr gebaut und um 1760 erschien sie im Schweizer Jura in Pendulenform. Um 1738 baute Charles Clay eine Flötenuhr, die von Gerrit Braamcamp gekauft wurde und 2016 vom Museum Speelklok in Utrecht erworben wurde. Blütezeit des Flötenuhrbaues war das ausgehende 18. Jahrhundert. Einfachere Flötenuhren wurden ab 1770 bis um 1850 in großen Stückzahlen im Schwarzwald hergestellt. Sie spielten zur Unterhaltung auch in Gasthäusern.

## Die Kundschaft
Gebaut wurden Flötenuhren für wohlhabende, kulturell gehobene Kreise, gebildete Personen mit entsprechendem Kunst- und Musikverständnis. Die feinsten Stücke baute man in Wien und Berlin.

## Die Musik-Autoren
Mehrere bekannte Komponisten schrieben Werke eigens für dieses Instrument, so Georg Friedrich Händel, Wilhelm Friedemann Bach, Carl Philipp Emanuel Bach, Joseph Haydn, Antonio Salieri, Wolfgang Amadeus Mozart oder Ludwig van Beethoven.
Flötenuhren sind mit großen Einschränkungen als Tonträger ihrer Epoche zu betrachten; sie zwangen den Komponisten zu exakten Ausführungsanweisungen in Verzierung und Tempo. Die Kopplung von Windwerk und Walze lässt Rückschlüsse auf Mindesttempi zu und macht historische Flötenuhren damit interessant für Fragen der historischen Aufführungspraxis.

## Historische Flötenuhren
Berühmte Flötenuhren sind die vier Exemplare des Bibliothekars, Uhrmachers und Haydn-Freundes Pater Primitiv Niemecz, die nach dem Jahr 1782 entstanden sind. Niemecz beauftragte Haydn für seine Flötenuhren Stücke (etwa ein Menuett und ein Allegretto) zu komponieren. Man hört also Haydn, wie er die Stücke selbst gespielt hätte.

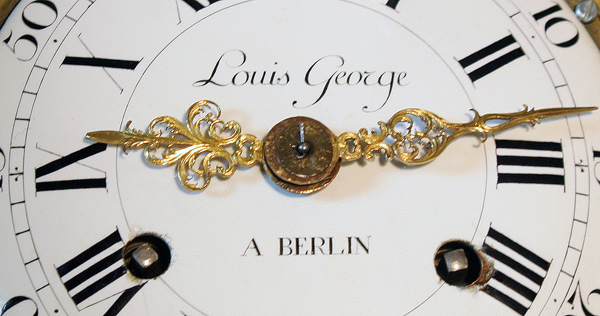
Historische Flötenuhr des Berliner Hofuhrmachers Louis George

 Auf Schloss Elisabethenburg Herzog Georg I. findet sich noch heute eine Bodenstanduhr des Berliner Hofuhrmachers Louis George mit Musikwerk (Inventar-Nr. II 1908), Höhe 2,93 m, um 1790; mit Beschriftung auf dem Zifferblatt: „Ls. GEORGE HORLOGER DU ROY“ / „A BERLIN“. Nach den Aufzeichnungen von M.Ruszwurm mit einer Flötenuhr ausgestattet.
Eine ähnliche Uhr aus der Ära Friedrichs II. ist im Potsdamer Schloss Sanssouci erhalten. Die Konsoluhr stammt ebenfalls aus der Berliner Manufaktur von Louis George und befindet sich an der Wand eines Gästezimmers der Neuen Kammern.
Die Uhr mit der Inventarnummer V3 besitzt ein Holzgehäuse, das mit einem Messingfurnier belegt ist, darin sind Blüten aus Perlmutt und anderen Materialien eingelegt. Das Gehäuse ist weiter mit einer reichen, vergoldeten Gelbguss-Dekoration versehen (Rocaillen, Akanthus, Blütenzweige). Laut Stiftung Preußische Schlösser und Gärten Berlin-Brandenburg ist nicht bekannt, ob sich noch ein vollständiges Flötenwerk darin befindet. Die Pfeifen aus Zinn sind jedoch vorhanden.
Eine weitere Flötenuhr mit sämtlichen Walzen und allen Melodien von vor 1797 wird durch ein Legat vom 16. November 1797 erwähnt.

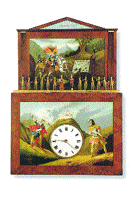
Große Flötenuhr 'Geslers Tod'

Eine große Flötenuhr mit dem Thema 'Geslers Tod' (Schild signiert 'Leodegar Dufner Furtwangen'), hergestellt um 1840 mit drei Registern und 82 Pfeifen ist unter der Inv.-Nummer Inv. Nr.: 1999-004 im Deutschen Uhrenmuseum Furtwangen erhalten. Das Musikwerk bietet ein umfangreiches Repertoire von zwölf Melodien, von denen jeweils eine nach dem Stundenschlag erklingt – dazu bewegen sich die Orchester- und Tanzfiguren. Bemerkenswert ist, dass die Flötenuhr nahezu im Originalzustand erhalten ist. Die beiden Darstellungen zum Thema Tyrannenmord (Geßlers Tod / David und Goliath) und der abwechslungsreiche Reigen von Volkstänzen, Opernstücken, Hymnen und Klavierbearbeitungen machten die Uhr zu einem Schaustück des französischen Privathauses, wo sie sich von ihrer Entstehung bis 1999 befand.
Über eine aufwändig verzierte Flötenuhr auf einem Postament mit einer aufgesetzten Büste aus dem Raum Hamburg/Altona (Produktion 1780/82) verfügt das Hamburger Museum für Kunst und Gewerbe.

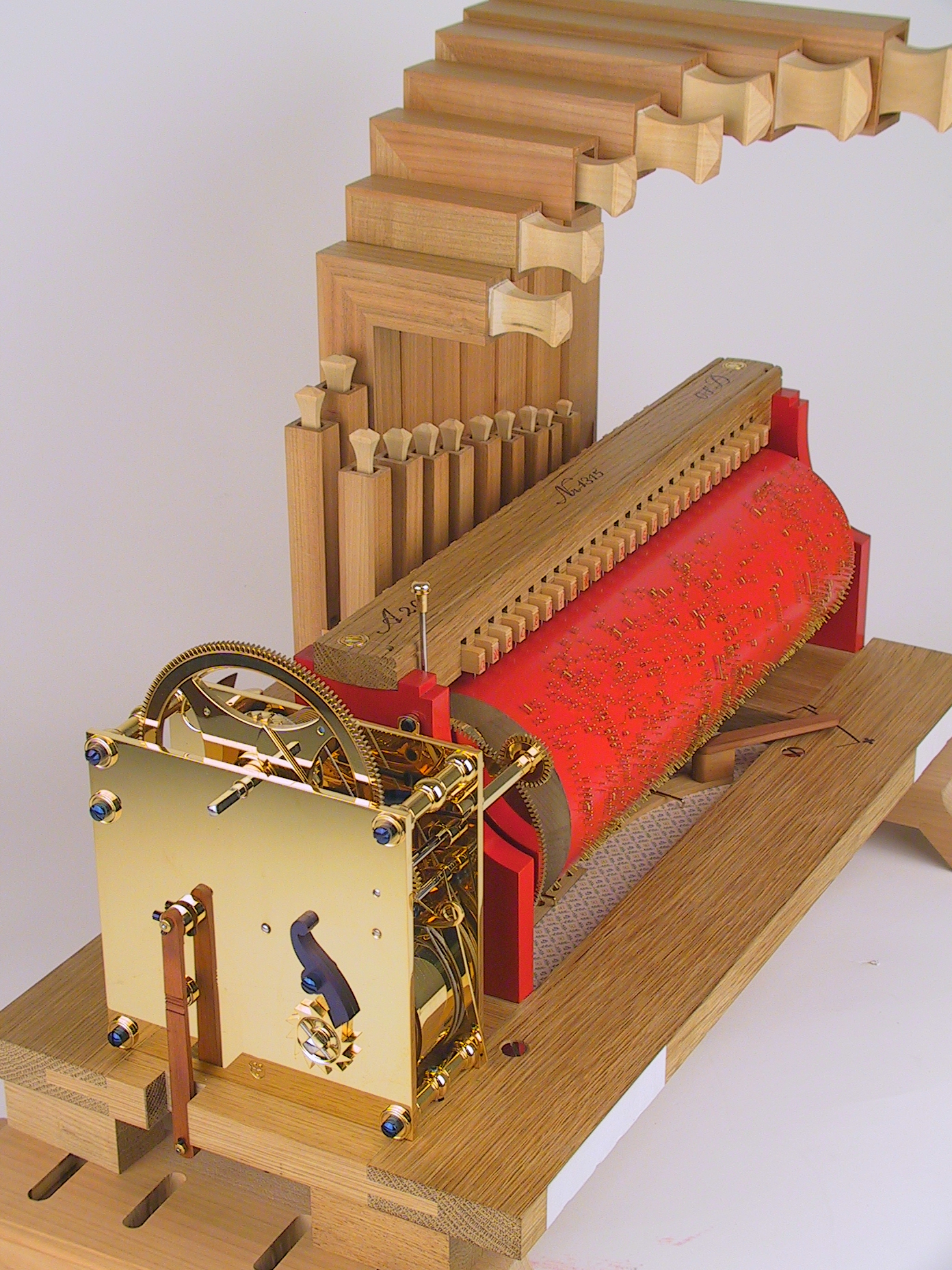
Tischflötenuhr
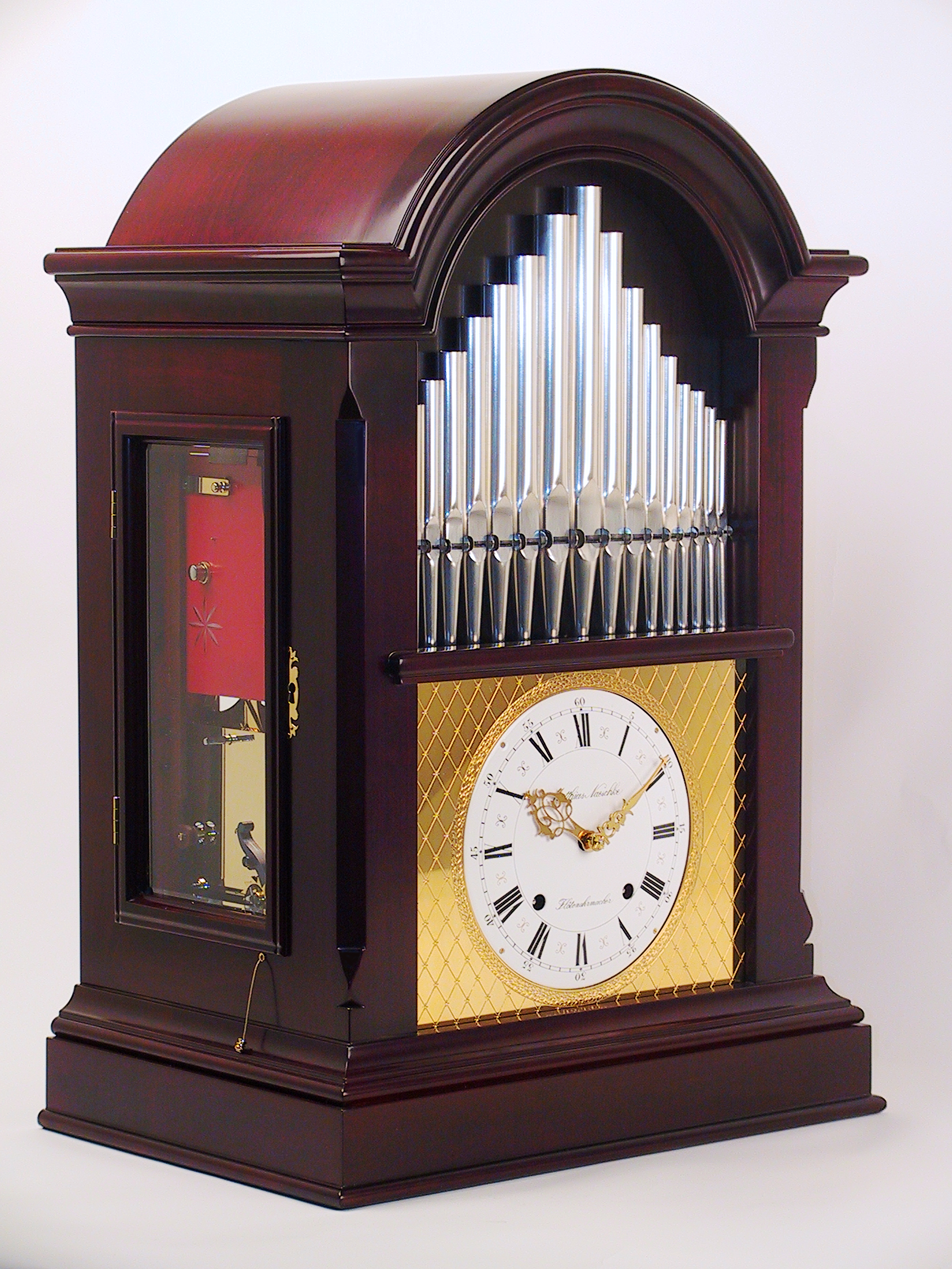
Tischflötenuhr mit komplettem Flötenwerk von M.Naeschke
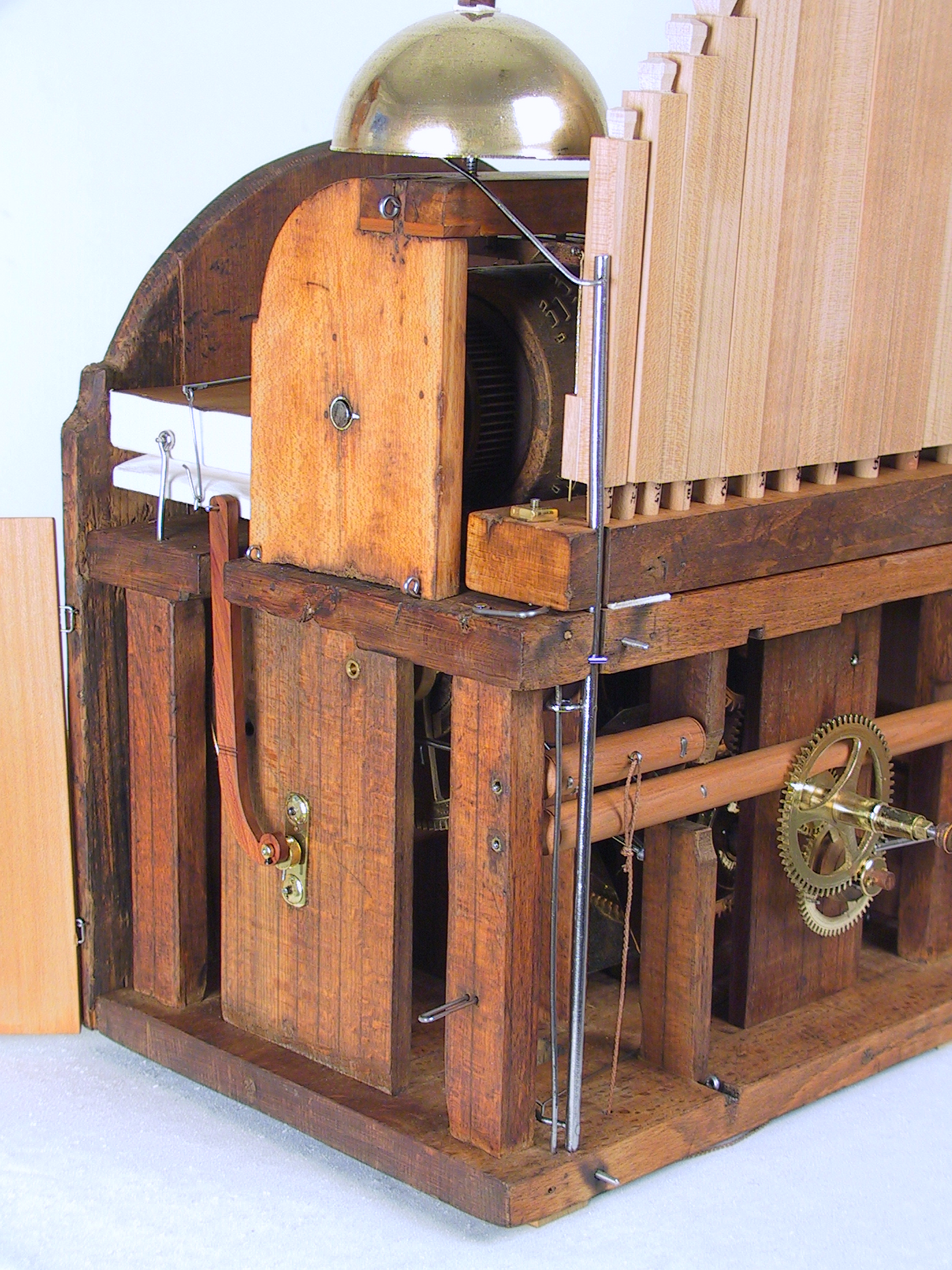
Schwarzwälder Flötenuhr um 1820
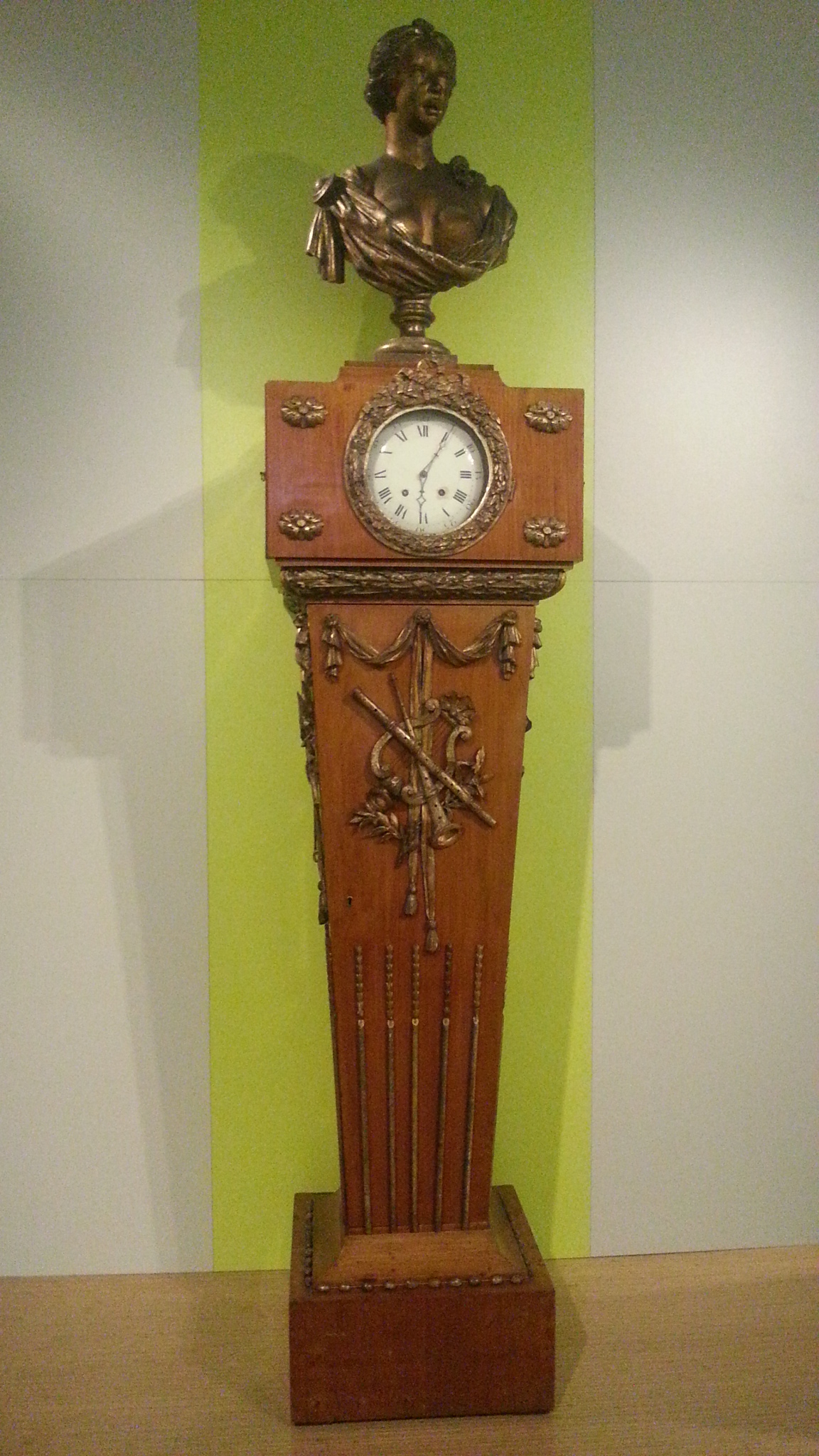
Flötenuhr im Museum für Kunst und Gewerbe Hamburg, 18. Jahrhundert

## Flötenuhrmusik
- Flötenuhrmusik: Menuett von Joseph Haydn für ein mechanisches Uhrwerk
- Flötenuhrmusik in D-Dur von Carl Philipp Emanuel Bach
- Flötenuhrmusik in B-Dur von Carl Philipp Emanuel Bach
- Flötenuhrmusik in E-Dur von Carl Philipp Emanuel Bach
- Flötenuhrmusik in c-Moll von Carl Philipp Emanuel Bach